# سهام الصوالحي
سهام الصوالحي (مواليد 14 أبريل 1991) في محافظة البحيرة) هي لاعبة تايكوندومصرية. وقد تنافست في الألعاب الأولمبية الصيفية 2012ضمن فئة وزن 67 كيلو جرام، وقد تم اقصاؤها من قبل اللاعبة Elin Johansson في المرحلة التمهيدية.

## المشاركة الأولمبية

### لندن 2012
| الرياضيّة      | الحدث   | دور الـ16                 | ربع النهائي   | نصف النهائي   | إعادة التأهيل | الميدالية البرونزية | النهائي       | النهائي  |
| الرياضيّة      | الحدث   | الخصم النتيجة             | الخصم النتيجة | الخصم النتيجة | الخصم النتيجة | الخصم النتيجة       | الخصم النتيجة | الترتيب  |
| ------------- | ------- | ------------------------- | ------------- | ------------- | ------------- | ------------------- | ------------- | -------- |
| سهام الصوالحي | −67 كجم | جوهانسون (السويد) · خ 0–6 | لم تتأهل      | لم تتأهل      | لم تتأهل      | لم تتأهل            | لم تتأهل      | لم تتأهل |

### ريو 2016
- خرجت من دور الـ16 بعد الخسارة 4-3 من الإفوارية روث ماري.[5]

## روابط خارجية
- سهام الصوالحي على موقع TaekwondoData.com (الإنجليزية)
- سهام الصوالحي على موقع اللجنة الأولمبية الدولية (الإنجليزية)
- سهام الصوالحي على موقع أوليمبيديا (الإنجليزية)